# Isoxya
Genre
Isoxya est un genre d'araignées aranéomorphes de la famille des Araneidae.

## Distribution
Les espèces de ce genre se rencontrent en écozone afrotropicale.

## Liste des espèces
Selon World Spider Catalog (version 25.5, 02/11/2024) :
- Isoxya basilewskyi Benoit & Emerit, 1975
- Isoxya cicatricosa (C. L. Koch, 1844)
- Isoxya cowani (Butler, 1883)
- Isoxya kochi (O. Pickard-Cambridge, 1877)
- Isoxya mahafalensis Emerit, 1974
- Isoxya manangona Agnarsson, Starrett, Babbitz, Bond, Gregorič, Raberahona, Williams & Kuntner, 2023
- Isoxya milloti Emerit, 1974
- Isoxya mossamedensis Benoit, 1962
- Isoxya mucronata (Walckenaer, 1841)
- Isoxya nigromutica (Caporiacco, 1939)
- Isoxya reuteri (Lenz, 1886)
- Isoxya semiflava Simon, 1887
- Isoxya somalica (Caporiacco, 1940)
- Isoxya stuhlmanni (Bösenberg & Lenz, 1895)
- Isoxya tabulata (Thorell, 1859)
- Isoxya testudinaria (Simon, 1901)
- Isoxya yatesi Emerit, 1973

## Systématique et taxinomie
Ce genre a été décrit par Simon en 1885.

## Publication originale
- Simon, 1885 : « Matériaux pour servir à la faune arachnologiques de l'Asie méridionale. II. Arachnides recueillis à Ramnad, district de Madura par M. l'abbé Fabre. » Bulletin de la Société zoologique de France, vol. 10, p. 26-39 (texte intégral).